# Macrothelypteris setigera
Macrothelypteris setigera là một loài thực vật có mạch trong họ Thelypteridaceae. Loài này được (Blume) Ching mô tả khoa học đầu tiên năm 1963.